# Eredivisie 2022-2023 (pallavolo femminile)
L'Eredivisie 2022-2023, 76ª edizione della massima serie del campionato olandese di pallavolo femminile si è svolta dal 22 ottobre 2022 al 14 maggio 2023: al torneo hanno partecipato undici squadre di club olandesi e la vittoria finale è andata per la terza volta allo Sneek.

## Regolamento

### Formula
Le squadre hanno disputato un girone all'italiana, con gare di andata e ritorno, per un totale di ventidue giornate; al termine della regular season:
- Le prime sei classificate hanno acceduto alla pool scudetto (Pool A), dove hanno dato vita a un ulteriore girone all'italiana, con gare di andate e ritorno, per un totale di dieci giornate, dal quale le prime due classificate hanno acceduto alla finale scudetto, giocata al meglio delle cinque gare; le squadre qualificate hanno ricevuto un punteggio bonus: 5 punti alla prima classificata, 4 punti alla seconda, 3 punti alla terza, 2 punti alla quarta ed 1 punto alla quinta classificata.
- Le ultime quattro classificate hanno acceduto alla Pool B, dove hanno disputato un girone all'italiana, con gare di andate e ritorno, per un totale di sei giornate; le squadre qualificate hanno ricevuto un punteggio bonus: 3 punti alla settima classificata, 2 punti all'ottava e 1 punto alla nona classificata[2].

In seguito al ritiro dell'Eurosped, ufficializzato il 16 gennaio 2023, la NeVoBo ha cancellato tutti i risultati del club.

### Criteri di classifica
Se il risultato finale è stato di 3-0 o 3-1 sono stati assegnati 3 punti alla squadra vincente e 0 a quella sconfitta, se il risultato finale è stato di 3-2 sono stati assegnati 2 punti alla squadra vincente e 1 a quella sconfitta.
L'ordine del posizionamento in classifica è stato definito in base a:
- Punti;
- Ratio dei set vinti/persi;
- Ratio dei punti realizzati/subiti;
- Risultati degli scontri diretti[4].

## Squadre partecipanti
Al campionato hanno partecipato dieci squadre: alla formazioni del Capelle non è stata rinnovata la licenza Eredivisie, che invece è stata concessa al Sudosa-Desto; il Set-Up'65 ha a sua volta rinunciato ai propri diritti di partecipazione. La NeVoBo ha inoltre deciso di ritirare la squadra federale del Talent Team.
| Club             | Stagione | Città      | Impianto                         | Stagione precedente                                  |
| ---------------- | -------- | ---------- | -------------------------------- | ---------------------------------------------------- |
| Apollo 8         | dettagli | Borne      | De Veste                         | 3ª in Eredivisie; finale play-off scudetto           |
| Dynamo Apeldoorn | dettagli | Apeldoorn  | Omnisport Apeldoorn              | 9ª in Eredivisie; quarti di finale play-off scudetto |
| Eurosped         | dettagli | Vroomshoop | Sporthal het Punt                | 11ª in Eredivisie; ritirata in Pool B                |
| Flamingo's '56   | dettagli | Gennep     | Optisport Sportcentrum Pica Mare | 10ª in Eredivisie; 1ª in Pool B                      |
| Peelpush         | dettagli | Meijel     | Sporthal de Körref               | 8ª in Eredivisie; quarti di finale play-off scudetto |
| Sliedrecht       | dettagli | Sliedrecht | Sporthal De Basis                | 1ª in Eredivisie; Campione dei Paesi Bassi           |
| Sneek            | dettagli | Sneek      | Sneker Sporthal                  | 5ª in Eredivisie; 3ª ai play-off scudetto            |
| Sudosa-Desto     | dettagli | Assen      | Sporthal Olympus                 | 1ª in Topdivisie (girone A)                          |
| Utrecht          | dettagli | Utrecht    | Galgenwaard Sportcentrum         | 6ª in Eredivisie; quarti di finale play-off scudetto |
| Voltena          | dettagli | Altena     | De Crosser                       | 12ª in Eredivisie; 2ª in Pool B                      |
| Zwolle           | dettagli | Zwolle     | Landstede Sportcentrum           | 4ª in Eredivisie; 4ª ai play-off scudetto            |

## Torneo

### Regular season

#### Risultati
| Prima giornata |                             |        |                                   |
|                |                             |        |                                   |
| Riposa:        | Zwolle                      | Zwolle | Zwolle                            |
| 22-10          | Voltena - Flamingo's '56    | 3-1    | 25-27, 25-18, 25-15, 25-20        |
| 22-10          | Utrecht - Sliedrecht        | 2-3    | 25-22, 16-25, 25-17, 15-25, 15-17 |
| 23-10          | Apollo 8 - Sneek            | 2-3    | 25-19, 25-18, 23-25, 18-25, 9-15  |
| 23-10          | Dynamo Apeldoorn - Eurosped | 3-0    | 30-28, 26-24, 25-19               |
| 23-10          | Peelpush - Sudosa-Desto     | 3-0    | 25-18, 25-18, 25-18               |

| Seconda giornata |                         |                  |                                  |
|                  |                         |                  |                                  |
| Riposa:          | Dynamo Apeldoorn        | Dynamo Apeldoorn | Dynamo Apeldoorn                 |
| 26-10            | Sudosa-Desto - Apollo 8 | 0-3              | 19-25, 20-25, 19-25              |
| 26-10            | Sliedrecht - Sneek      | 3-2              | 21-25, 25-22, 11-25, 25-18, 15-8 |
| 26-10            | Utrecht - Eurosped      | 3-0              | 25-16, 25-18, 25-7               |
| 27-10            | Flamingo's '56 - Zwolle | 1-3              | 11-25, 25-16, 21-25, 17-25       |
| 28-10            | Voltena - Peelpush      | 3-0              | 25-12, 25-23, 25-16              |

| Terza giornata |                             |         |                                   |
|                |                             |         |                                   |
| Riposa:        | Utrecht                     | Utrecht | Utrecht                           |
| 29-10          | Sudosa-Desto - Voltena      | 3-0     | 25-20, 29-27, 25-20               |
| 29-10          | Sneek - Zwolle              | 3-0     | 25-19, 25-9, 25-18                |
| 29-10          | Sliedrecht - Peelpush       | 2-3     | 19-25, 23-25, 25-20, 25-19, 12-15 |
| 29-10          | Apollo 8 - Dynamo Apeldoorn | 3-1     | 23-25, 25-19, 25-16, 25-14        |
| 30-10          | Flamingo's '56 - Eurosped   | 0-3     | 21-25, 17-25, 19-25               |

| Quarta giornata |                                   |          |                                   |
|                 |                                   |          |                                   |
| Riposa:         | Peelpush                          | Peelpush | Peelpush                          |
| 02-11           | Zwolle - Apollo 8                 | 1-3      | 21-25, 13-25, 25-23, 19-25        |
| 02-11           | Voltena - Sliedrecht              | 1-3      | 25-20, 19-25, 23-25, 18-25        |
| 02-11           | Eurosped - Sudosa-Desto           | 0-3      | 24-26, 22-25, 23-25               |
| 03-11           | Utrecht - Sneek                   | 3-2      | 25-18, 25-21, 20-25, 21-25, 15-13 |
| 03-11           | Dynamo Apeldoorn - Flamingo's '56 | 3-0      | 25-20, 25-20, 25-13               |

| Quinta giornata |                               |         |                                   |
|                 |                               |         |                                   |
| Riposa:         | Voltena                       | Voltena | Voltena                           |
| 05-11           | Sudosa-Desto - Flamingo's '56 | 3-1     | 25-10, 25-12, 31-33, 25-20        |
| 05-11           | Zwolle - Dynamo Apeldoorn     | 1-3     | 18-25, 19-25, 25-23, 16-25        |
| 05-11           | Sneek - Peelpush              | 3-2     | 19-25, 21-25, 25-22, 26-24, 15-10 |
| 05-11           | Apollo 8 - Utrecht            | 0-3     | 19-25, 25-27, 25-27               |
| 05-11           | Sliedrecht - Eurosped         | 3-1     | 23-25, 25-18, 25-10, 25-15        |

| Sesta giornata |                                 |          |                            |
|                |                                 |          |                            |
| Riposa:        | Eurosped                        | Eurosped | Eurosped                   |
| 12-11          | Dynamo Apeldoorn - Sudosa-Desto | 3-0      | 28-26, 27-25, 25-23        |
| 12-11          | Voltena - Sneek                 | 3-1      | 25-21, 25-18, 22-25, 25-21 |
| 12-11          | Peelpush - Apollo 8             | 0-3      | 21-25, 20-25, 23-25        |
| 12-11          | Utrecht - Zwolle                | 3-1      | 25-17, 26-24, 21-25, 25-23 |
| 13-11          | Flamingo's '56 - Sliedrecht     | 0-3      | 17-25, 17-25, 19-25        |

| Settima giornata |                            |       |                                  |
|                  |                            |       |                                  |
| Riposa:          | Sneek                      | Sneek | Sneek                            |
| 15-11            | Apollo 8 - Sliedrecht      | 0-3   | 22-25, 24-26, 15-25              |
| 16-11            | Zwolle - Sudosa-Desto      | 3-2   | 24-26, 23-25, 25-18, 25-20, 15-2 |
| 15-12            | Voltena - Dynamo Apeldoorn | 3-1   | 25-19, 25-17, 24-26, 25-22       |
| 17-11            | Utrecht - Flamingo's '56   | 3-0   | 25-23, 25-21, 25-15              |
| 17-11            | Peelpush - Eurosped        | 3-0   | 25-16, 25-20, 25-17              |

| Ottava giornata |                            |                |                            |
|                 |                            |                |                            |
| Riposa:         | Flamingo's '56             | Flamingo's '56 | Flamingo's '56             |
| 19-11           | Apollo 8 - Voltena         | 3-0            | 25-20, 25-17, 25-22        |
| 19-11           | Zwolle - Peelpush          | 3-0            | 25-19, 25-18, 25-19        |
| 19-11           | Utrecht - Dynamo Apeldoorn | 3-0            | 25-12, 25-20, 25-10        |
| 19-11           | Sliedrecht - Sudosa-Desto  | 3-1            | 25-23, 21-25, 25-17, 25-16 |
| 19-11           | Sneek - Eurosped           | 3-0            | 25-20, 25-13, 25-8         |

| Nona giornata |                               |              |                                   |
|               |                               |              |                                   |
| Riposa:       | Sudosa-Desto                  | Sudosa-Desto | Sudosa-Desto                      |
| 26-11         | Dynamo Apeldoorn - Sliedrecht | 2-3          | 25-13, 27-29, 19-25, 25-14, 9-15  |
| 26-11         | Voltena - Zwolle              | 1-3          | 24-26, 25-22, 15-25, 14-25        |
| 26-11         | Utrecht - Peelpush            | 3-0          | 25-21, 25-15, 25-13               |
| 27-11         | Eurosped - Apollo 8           | 2-3          | 25-18, 24-26, 23-25, 25-21, 10-15 |
| 27-11         | Flamingo's '56 - Sneek        | 0-3          | 15-25, 23-25, 17-25               |

| Decima giornata |                             |            |                     |
|                 |                             |            |                     |
| Riposa:         | Sliedrecht                  | Sliedrecht | Sliedrecht          |
| 30-11           | Sneek - Sudosa-Desto        | 3-0        | 25-17, 25-16, 25-18 |
| 30-11           | Zwolle - Eurosped           | 3-0        | 25-22, 25-20, 25-21 |
| 01-12           | Utrecht - Voltena           | 3-0        | 25-20, 25-21, 25-17 |
| 01-12           | Peelpush - Dynamo Apeldoorn | 3-0        | 25-22, 25-20, 25-18 |
| 05-01           | Apollo 8 - Flamingo's '56   | 3-0        | 25-19, 25-16, 25-10 |

| Undicesima giornata |                            |       |                                  |
|                     |                            |       |                                  |
| Riposa:             | Sneek                      | Sneek | Sneek                            |
| 03-12               | Dynamo Apeldoorn - Voltena | 3-2   | 25-19, 17-25, 25-19, 22-25, 15-9 |
| 03-12               | Sudosa-Desto - Zwolle      | 3-2   | 22-25, 17-25, 25-18, 25-16, 15-9 |
| 03-12               | Sliedrecht - Apollo 8      | 3-1   | 25-20, 25-19, 19-25, 25-15       |
| 04-12               | Eurosped - Peelpush        | 3-1   | 25-19, 20-25, 25-19, 25-22       |
| 04-12               | Flamingo's '56 - Utrecht   | 0-3   | 19-25, 20-25, 11-25              |

| Dodicesima giornata |                           |          |                            |
|                     |                           |          |                            |
| Riposa:             | Apollo 8                  | Apollo 8 | Apollo 8                   |
| 10-12               | Voltena - Eurosped        | 1-3      | 25-17, 23-25, 22-25, 21-25 |
| 10-12               | Utrecht - Sudosa-Desto    | 3-0      | 25-19, 25-23, 25-23        |
| 10-12               | Zwolle - Sliedrecht       | 3-0      | 25-20, 25-21, 25-21        |
| 11-12               | Dynamo Apeldoorn - Sneek  | 0-3      | 23-25, 21-25, 19-25        |
| 11-12               | Peelpush - Flamingo's '56 | 3-0      | 25-21, 25-16, 25-21        |

| Tredicesima giornata |                             |        |                                   |
|                      |                             |        |                                   |
| Riposa:              | Zwolle                      | Zwolle | Zwolle                            |
| 17-12                | Sudosa-Desto - Peelpush     | 2-3    | 22-25, 25-14, 25-22, 18-25, 15-17 |
| 17-12                | Sneek - Apollo 8            | 2-3    | 25-15, 25-18, 20-25, 15-25, 12-15 |
| 17-12                | Sliedrecht - Utrecht        | 3-1    | 25-19, 17-25, 25-21, 25-16        |
| 18-12                | Eurosped - Dynamo Apeldoorn | 3-0    | 29-27, 25-14, 25-18               |
| 18-12                | Flamingo's '56 - Voltena    | 1-3    | 21-25, 20-25, 25-19, 21-25        |

| Quattordicesima giornata |                           |          |                                   |
|                          |                           |          |                                   |
| Riposa:                  | Apollo 8                  | Apollo 8 | Apollo 8                          |
| 22-12                    | Flamingo's '56 - Peelpush | 2-3      | 22-25, 25-22, 25-17, 23-25, 11-15 |
| 06-01                    | Sliedrecht - Zwolle       | 1-3      | 20-25, 26-28, 25-18, 17-25        |
| 06-01                    | Sneek - Dynamo Apeldoorn  | 3-0      | 25-9, 25-16, 25-16                |
| 08-01                    | Eurosped - Voltena        | 3-1      | 26-24, 25-14, 23-25, 25-17        |
| 08-01                    | Sudosa-Desto - Utrecht    | 1-3      | 17-25, 20-25, 25-17, 19-25        |

| Quindicesima giornata |                             |         |                                   |
|                       |                             |         |                                   |
| Riposa:               | Utrecht                     | Utrecht | Utrecht                           |
| 07-01                 | Zwolle - Sneek              | 2-3     | 25-23, 25-18, 15-25, 24-26, 11-15 |
| 07-01                 | Eurosped - Flamingo's '56   | 3-0     | 25-21, 25-18, 25-20               |
| 08-01                 | Dynamo Apeldoorn - Apollo 8 | 0-3     | 19-25, 26-28, 20-25               |
| 14-02                 | Peelpush - Sliedrecht       | 1-3     | 15-25, 25-17, 15-25, 23-25        |
| 14-01                 | Voltena - Sudosa-Desto      | 0-3     | 19-25, 18-25, 16-25               |

| Sedicesima giornata |                                   |          |                                   |
|                     |                                   |          |                                   |
| Riposa:             | Peelpush                          | Peelpush | Peelpush                          |
| 11-01               | Flamingo's '56 - Dynamo Apeldoorn | 3-1      | 25-23, 18-25, 25-22, 25-21        |
| 15-02               | Sliedrecht - Voltena              | 3-2      | 16-25, 23-25, 25-15, 25-23, 15-10 |
| 11-01               | Sneek - Utrecht                   | 3-0      | 25-12, 25-18, 25-15               |
| 11-01               | Sudosa-Desto - Eurosped           | 3-0      | 25-18, 25-17, 25-17               |
| 12-01               | Apollo 8 - Zwolle                 | 3-1      | 25-20, 19-25, 25-17, 28-26        |

| Diciassettesima giornata |                               |         |                            |
|                          |                               |         |                            |
| Riposa:                  | Voltena                       | Voltena | Voltena                    |
| 14-01                    | Utrecht - Apollo 8            | 1-3     | 20-25, 16-25, 27-25, 21-25 |
| 15-01                    | Dynamo Apeldoorn - Zwolle     | 3-0     | 25-19, 25-21, 25-17        |
| 15-01                    | Eurosped - Sliedrecht         | 0-3     | 15-25, 11-25, 18-25        |
| 15-01                    | Peelpush - Sneek              | 0-3     | 15-25, 16-25, 22-25        |
| 15-01                    | Flamingo's '56 - Sudosa-Desto | 0-3     | 14-25, 10-25, 22-25        |

| Diciottesima giornata |                                 |          |                                   |
|                       |                                 |          |                                   |
| Riposa:               | Eurosped                        | Eurosped | Eurosped                          |
| 21-01                 | Sudosa-Desto - Dynamo Apeldoorn | 3-0      | 25-9, 25-18, 25-19                |
| 21-01                 | Sneek - Voltena                 | 3-2      | 19-25, 16-25, 25-10, 25-10, 15-9  |
| 21-01                 | Apollo 8 - Peelpush             | 3-1      | 25-11, 19-25, 25-21, 25-13        |
| 21-01                 | Zwolle - Utrecht                | 1-3      | 22-25, 25-10, 18-25, 26-28        |
| 21-01                 | Sliedrecht - Flamingo's '56     | 3-2      | 25-23, 25-17, 17-25, 22-25, 15-10 |

| Diciannovesima giornata |                            |                |                            |
|                         |                            |                |                            |
| Riposa:                 | Flamingo's '56             | Flamingo's '56 | Flamingo's '56             |
| 28-01                   | Dynamo Apeldoorn - Utrecht | 1-3            | 14-25, 23-25, 25-21, 17-25 |
| 28-01                   | Voltena - Apollo 8         | 0-3            | 16-25, 19-25, 18-25        |
| 28-01                   | Sudosa-Desto - Sliedrecht  | 3-0            | 25-21, 25-23, 25-23        |
| 29-01                   | Eurosped - Sneek           | -              | non disputata              |
| 29-01                   | Peelpush - Zwolle          | 0-3            | 22-25, 16-25, 21-25        |

| Ventesima giornata |                               |              |                     |
|                    |                               |              |                     |
| Riposa:            | Sudosa-Desto                  | Sudosa-Desto | Sudosa-Desto        |
| 04-02              | Zwolle - Voltena              | 3-0          | 25-11, 25-20, 25-13 |
| 04-02              | Sneek - Flamingo's '56        | 3-0          | 25-11, 25-18, 25-15 |
| 04-02              | Sliedrecht - Dynamo Apeldoorn | 3-0          | 25-22, 25-17, 25-19 |
| 05-02              | Apollo 8 - Eurosped           | -            | non disputata       |
| 05-02              | Peelpush - Utrecht            | 0-3          | 13-25, 17-25, 19-25 |

| Ventunesima giornata |                             |            |                                   |
|                      |                             |            |                                   |
| Riposa:              | Sliedrecht                  | Sliedrecht | Sliedrecht                        |
| 07-02                | Eurosped - Zwolle           | -          | non disputata                     |
| 08-02                | Flamingo's '56 - Apollo 8   | 0-3        | 10-25, 25-27, 19-25               |
| 08-02                | Sudosa-Desto - Sneek        | 1-3        | 19-25, 27-25, 21-25, 20-25        |
| 08-02                | Voltena - Utrecht           | 0-3        | 23-25, 23-25, 17-25               |
| 09-02                | Dynamo Apeldoorn - Peelpush | 2-3        | 25-20, 23-25, 25-18, 25-27, 16-18 |

| Ventiduesima giornata |                         |                  |                                   |
|                       |                         |                  |                                   |
| Riposa:               | Dynamo Apeldoorn        | Dynamo Apeldoorn | Dynamo Apeldoorn                  |
| 11-02                 | Apollo 8 - Sudosa-Desto | 3-0              | 25-13, 25-18, 25-17               |
| 11-02                 | Sneek - Sliedrecht      | 3-2              | 16-25, 25-23, 12-25, 25-18, 15-10 |
| 12-02                 | Eurosped - Utrecht      | -                | non disputata                     |
| 12-02                 | Peelpush - Voltena      | 3-2              | 23-25, 25-18, 13-25, 25-16, 15-13 |
| 12-02                 | Zwolle - Flamingo's '56 | 3-1              | 21-25, 25-22, 25-9, 25-16         |

#### Classifica
| Pos. | Squadra          | Pt                                  | G                                   | V                                   | P                                   | SV                                  | SP                                  | Ratio                               | PF                                  | PS                                  | Ratio                               |
| ---- | ---------------- | ----------------------------------- | ----------------------------------- | ----------------------------------- | ----------------------------------- | ----------------------------------- | ----------------------------------- | ----------------------------------- | ----------------------------------- | ----------------------------------- | ----------------------------------- |
| 1.   | Utrecht          | 42                                  | 18                                  | 14                                  | 4                                   | 46                                  | 18                                  | 2,556                               | 1 464                               | 1 319                               | 1,110                               |
| 2.   | Apollo 8         | 42                                  | 18                                  | 14                                  | 4                                   | 45                                  | 19                                  | 2,368                               | 1 499                               | 1 288                               | 1,164                               |
| 3.   | Sneek            | 40                                  | 18                                  | 14                                  | 4                                   | 49                                  | 23                                  | 2,130                               | 1 590                               | 1 369                               | 1,161                               |
| 4.   | Sliedrecht       | 36                                  | 18                                  | 13                                  | 5                                   | 44                                  | 30                                  | 1,467                               | 1 624                               | 1 516                               | 1,071                               |
| 5.   | Zwolle           | 28                                  | 18                                  | 9                                   | 9                                   | 36                                  | 33                                  | 1,091                               | 1 513                               | 1 463                               | 1,034                               |
| 6.   | Sudosa-Desto     | 22                                  | 18                                  | 7                                   | 11                                  | 28                                  | 36                                  | 0,778                               | 1 384                               | 1 405                               | 0,985                               |
| 7.   | Peelpush         | 20                                  | 18                                  | 8                                   | 10                                  | 28                                  | 40                                  | 0,700                               | 1 380                               | 1 515                               | 0,911                               |
| 8.   | Voltena          | 19                                  | 18                                  | 5                                   | 13                                  | 25                                  | 43                                  | 0,581                               | 1 396                               | 1 518                               | 0,920                               |
| 9.   | Dynamo Apeldoorn | 16                                  | 18                                  | 5                                   | 13                                  | 23                                  | 42                                  | 0,548                               | 1 354                               | 1 477                               | 0,917                               |
| 10.  | Flamingo's '56   | 5                                   | 18                                  | 1                                   | 17                                  | 12                                  | 52                                  | 0,231                               | 1 204                               | 1 538                               | 0,783                               |
|      | Eurosped         | Esclusa dalla classifica per ritiro | Esclusa dalla classifica per ritiro | Esclusa dalla classifica per ritiro | Esclusa dalla classifica per ritiro | Esclusa dalla classifica per ritiro | Esclusa dalla classifica per ritiro | Esclusa dalla classifica per ritiro | Esclusa dalla classifica per ritiro | Esclusa dalla classifica per ritiro | Esclusa dalla classifica per ritiro |

      Qualificata alla pool scudetto
      Qualificata alla Pool B

### Pool scudetto

#### Risultati
| Prima giornata |                        |     |                     |
|                |                        |     |                     |
| 25-02          | Sliedrecht - Sneek     | 0-3 | 13-25, 15-25, 22-25 |
| 25-02          | Zwolle - Apollo 8      | 3-0 | 25-17, 26-24, 25-23 |
| 26-02          | Sudosa-Desto - Utrecht | 0-3 | 20-25, 23-25, 22-25 |

| Seconda giornata |                           |     |                                   |
|                  |                           |     |                                   |
| 01-03            | Zwolle - Sneek            | 3-2 | 26-24, 12-25, 25-19, 26-28, 15-11 |
| 08-03            | Utrecht - Apollo 8        | 3-0 | 25-15, 25-14, 25-20               |
| 08-03            | Sudosa-Desto - Sliedrecht | 0-3 | 21-25, 19-25, 24-26               |

| Terza giornata |                         |     |                                   |
|                |                         |     |                                   |
| 04-03          | Sneek - Utrecht         | 3-2 | 25-18, 23-25, 25-22, 22-25, 15-11 |
| 04-03          | Sliedrecht - Zwolle     | 2-3 | 22-25, 25-23, 27-25, 23-25, 11-15 |
| 05-03          | Apollo 8 - Sudosa-Desto | 3-0 | 25-23, 25-19, 25-20               |

| Quarta giornata |                       |     |                                  |
|                 |                       |     |                                  |
| 11-03           | Sneek - Apollo 8      | 2-3 | 25-21, 25-21, 19-25, 22-25, 4-15 |
| 11-03           | Sliedrecht - Utrecht  | 3-1 | 25-13, 22-25, 26-24, 25-23       |
| 11-03           | Sudosa-Desto - Zwolle | 1-3 | 20-25, 28-26, 22-25, 10-25       |

| Quinta giornata |                       |     |                            |
|                 |                       |     |                            |
| 18-03           | Utrecht - Zwolle      | 3-1 | 29-27, 19-25, 25-21, 25-15 |
| 18-03           | Apollo 8 - Sliedrecht | 3-1 | 29-27, 25-21, 23-25, 25-20 |
| 18-03           | Sudosa-Desto - Sneek  | 0-3 | 17-25, 21-25, 19-25        |

| Sesta giornata |                         |     |                                   |
|                |                         |     |                                   |
| 23-03          | Zwolle - Sliedrecht     | 2-3 | 20-25, 25-27, 25-20, 25-20, 11-15 |
| 25-03          | Utrecht - Sneek         | 2-3 | 25-21, 22-25, 25-11, 21-25, 13-15 |
| 25-03          | Sudosa-Desto - Apollo 8 | 2-3 | 25-23, 23-25, 25-21, 20-25, 13-15 |

| Settima giornata |                           |     |                                   |
|                  |                           |     |                                   |
| 29-03            | Sliedrecht - Sudosa-Desto | 3-2 | 25-15, 27-29, 23-25, 25-19, 15-12 |
| 29-03            | Apollo 8 - Utrecht        | 1-3 | 25-23, 10-25, 20-25, 22-25        |
| 29-03            | Sneek - Zwolle            | 3-1 | 25-23, 25-23, 18-25, 30-28        |

| Ottava giornata |                       |     |                            |
|                 |                       |     |                            |
| 01-04           | Utrecht - Sliedrecht  | 3-0 | 25-20, 25-17, 28-26        |
| 01-04           | Zwolle - Sudosa-Desto | 3-1 | 25-20, 17-25, 25-8, 25-20  |
| 02-04           | Apollo 8 - Sneek      | 1-3 | 16-25, 25-18, 23-25, 13-25 |

| Nona giornata |                       |     |                                  |
|               |                       |     |                                  |
| 08-04         | Sneek - Sudosa-Desto  | 3-0 | 25-11, 25-15, 25-19              |
| 08-04         | Sliedrecht - Apollo 8 | 3-1 | 25-18, 25-19, 22-25, 25-21       |
| 08-04         | Zwolle - Utrecht      | 3-2 | 25-19, 21-25, 17-25, 25-20, 15-5 |

| Decima giornata |                        |     |                                  |
|                 |                        |     |                                  |
| 15-04           | Utrecht - Sudosa-Desto | 3-2 | 25-15, 18-25, 21-25, 25-20, 15-9 |
| 15-04           | Apollo 8 - Zwolle      | 0-3 | 16-25, 19-25, 17-25              |
| 15-04           | Sneek - Sliedrecht     | 3-0 | 25-14, 25-13, 25-22              |

#### Classifica
| Pos. | Squadra      | Pt tot | Bonus | Pt | G  | V | P  | SV | SP | Ratio | PF  | PS  | Ratio |
| ---- | ------------ | ------ | ----- | -- | -- | - | -- | -- | -- | ----- | --- | --- | ----- |
| 1.   | Sneek        | 27     | 3     | 24 | 10 | 8 | 2  | 28 | 12 | 2,333 | 900 | 795 | 1,132 |
| 2.   | Utrecht      | 25     | 5     | 20 | 10 | 6 | 4  | 25 | 16 | 1,562 | 914 | 844 | 1,083 |
| 3.   | Zwolle       | 20     | 1     | 19 | 10 | 7 | 3  | 25 | 17 | 1,471 | 957 | 881 | 1,086 |
| 4.   | Sliedrecht   | 16     | 2     | 14 | 10 | 5 | 5  | 18 | 21 | 0,857 | 856 | 881 | 0,972 |
| 5.   | Apollo 8     | 14     | 4     | 10 | 10 | 4 | 6  | 15 | 23 | 0,652 | 795 | 870 | 0,914 |
| 6.   | Sudosa-Desto | 3      | 0     | 3  | 10 | 0 | 10 | 8  | 30 | 0,267 | 746 | 897 | 0,832 |

      Qualificata alla finale scudetto

### Finale scudetto
| Gara 1 |                 |     |                     |
|        |                 |     |                     |
| 19-04  | Sneek - Utrecht | 3-0 | 25-17, 25-22, 25-16 |

| Gara 2 |                 |     |                            |
|        |                 |     |                            |
| 22-04  | Utrecht - Sneek | 3-1 | 25-18, 25-23, 24-26, 25-19 |

| Gara 3 |                 |     |                                   |
|        |                 |     |                                   |
| 29-04  | Sneek - Utrecht | 3-2 | 25-15, 19-25, 20-25, 28-26, 16-14 |

| Gara 4 |                 |     |                                   |
|        |                 |     |                                   |
| 07-05  | Utrecht - Sneek | 3-2 | 25-19, 25-22, 24-26, 23-25, 15-12 |

| Gara 5 |                 |     |                            |
|        |                 |     |                            |
| 14-05  | Sneek - Utrecht | 3-1 | 18-25, 25-21, 25-20, 25-15 |

### Pool B

#### Risultati
| Prima giornata |                            |     |                            |
|                |                            |     |                            |
| 05-03          | Dynamo Apeldoorn - Voltena | 1-3 | 20-25, 18-25, 25-21, 18-25 |
| 05-03          | Flamingo's '56 - Peelpush  | 0-3 | 13-25, 15-25, 26-28        |

| Seconda giornata |                             |     |                                  |
|                  |                             |     |                                  |
| 11-03            | Voltena - Flamingo's '56    | 3-0 | 25-16, 25-17, 25-17              |
| 12-03            | Peelpush - Dynamo Apeldoorn | 2-3 | 22-25, 25-18, 17-25, 25-18, 8-15 |

| Terza giornata |                                   |     |                            |
|                |                                   |     |                            |
| 19-03          | Dynamo Apeldoorn - Flamingo's '56 | 3-1 | 23-25, 25-23, 25-22, 26-24 |
| 19-03          | Peelpush - Voltena                | 3-0 | 25-14, 25-8, 25-16         |

| Quarta giornata |                             |     |                            |
|                 |                             |     |                            |
| 25-03           | Dynamo Apeldoorn - Peelpush | 3-1 | 26-24, 25-21, 19-25, 25-15 |
| 26-03           | Flamingo's '56 - Voltena    | 0-3 | 23-25, 21-25, 21-25        |

| Quinta giornata |                                   |     |                                   |
|                 |                                   |     |                                   |
| 01-04           | Voltena - Peelpush                | 3-2 | 25-21, 24-26, 25-23, 26-28, 15-12 |
| 02-04           | Flamingo's '56 - Dynamo Apeldoorn | 3-1 | 25-22, 11-25, 25-20, 25-16        |

| Sesta giornata |                            |     |                            |
|                |                            |     |                            |
| 15-04          | Peelpush - Flamingo's '56  | 3-1 | 25-20, 25-22, 22-25, 25-20 |
| 15-04          | Voltena - Dynamo Apeldoorn | 1-3 | 25-17, 23-25, 24-26, 18-25 |

#### Classifica
| Pos. | Squadra          | Pt tot | Bonus | Pt | G | V | P | SV | SP | Ratio | PF  | PS  | Ratio |
| ---- | ---------------- | ------ | ----- | -- | - | - | - | -- | -- | ----- | --- | --- | ----- |
| 1.   | Peelpush         | 14     | 3     | 11 | 6 | 3 | 3 | 14 | 10 | 1,400 | 542 | 490 | 1,106 |
| 2.   | Voltena          | 13     | 2     | 11 | 6 | 4 | 2 | 13 | 9  | 1,444 | 489 | 474 | 1,032 |
| 3.   | Dynamo Apeldoorn | 12     | 1     | 11 | 6 | 4 | 2 | 14 | 11 | 1,273 | 552 | 548 | 1,007 |
| 4.   | Flamingo's '56   | 3      | 0     | 3  | 6 | 1 | 5 | 5  | 16 | 0,312 | 436 | 507 | 0,860 |

## Verdetti
| Squadra    | Qualificazione        |
| ---------- | --------------------- |
| Sneek      | Challenge Cup 2023-24 |
| Sliedrecht | Challenge Cup 2023-24 |
| Zwolle     | Challenge Cup 2023-24 |